# 普林斯顿等离子体物理实验室
普林斯顿等离子体物理实验室（Princeton Plasma Physics Laboratory，PPPL）是一个研究等离子体物理学与核聚变的美国能源部国家实验室。实验室主要的工作是研究聚变能作为能源的发展和应用。
普林斯顿等离子体物理实验室的建立源于一个控制热核反应的冷战最高机密计划——“马特洪计划（Project Matterhorn）”。1961年，在马特洪计划解密后，此计划相关的实验室被更名为普林斯顿等离子体物理实验室。
普林斯顿等离子体物理实验室实际上位于普林斯顿大学的 Forrestal 校园，与普林斯顿大学主校区有一定距离；但实验室仍然有一个位于普林斯顿的地址。

## 历史
莱曼·斯皮策，一位任职于普林斯顿大学的天文学教授，提出了一个关于可控核聚变的设想，即“仿星器（stellarator）”。1951年，美国原子能委员会采纳了此设想，并开始以马特洪计划（Project Matterhorn）的名义为此项提案提供资金援助。1958年，根据1955年召开的联合国关于和平利用原子能的国际会议，此项磁约束聚变研究被解密。此后，学生开始进入普林斯顿等离子体物理实验室学习研究“新物理”，使得实验室转而集中于基础科学方面的投入。
实验室最早的八个仿星器包括：Model-A，Model-B，Model-B2，Model-B3。Model-B64 为一个圆角的正方形，而Model-B65 则是一个跑道的形状。功率最大的仿星器是 Model C（于1961年到1969年之间运行）。Model C 在1969年被重组为一个托卡马克，即“对称托卡马克（Symmetric Tokamak，ST）。
实验室在1970年代的研究重新转向了托卡马克装置，因为托卡马克的设计被认为比仿星器更适合作为核聚变的约束装置。1972年5月，绝热环形压缩器（Adiabatic Toroidal Compressor，ATC）开始运行。另一个托卡马克装置——普林斯顿大环面自1975开始运作。
1982年，托卡马克聚变测试反应堆（TFTR）上线，一直运作到1997年才被关闭。从1993年起，TFTR 是世界上第一个使用氘-氚50/50混合物的反应堆。1994年，反应堆前所未有地产生了10.7兆瓦的聚变能量。
1999年，基于球形托卡马克概念的国家球形环面实验升级计划（National Spherical Torus Experiment Upgrade，NSTX-U）在普林斯顿等离子体物理实验室上线。实验室的科学家和来自国内外其他设施的聚变科学技术的研究者们进行了合作，所涉及的领域包括材料科学、太阳物理学、化学和制造业。
2015年，普林斯顿等离子体物理实验室完成了国家球形环面实验升级计划（NSTX-U）的建设；这也使得 NSTX-U 成为了世界上功率最大的同类型托卡马克聚变设施。计划中的实验将测试升级后的设施在极端热量和功率下保持高性能等离子体的能力。实验结果将对未来聚变反应堆的设计产生深远的影响。

## 历届主任
- 1951年-1961年：萊曼·史匹哲，马特洪计划总负责人
- 1961年-1980年：Melvin B. Gottlieb（英语：Melvin B. Gottlieb）[10][11]
- 1981年-1990年：Harold Furth（英语：Harold Furth）
- 1991年-1996年：Ronald C. Davidson
- 1997年（1月-7月）：John A. Schmidt, interim director
- 1997年-2008年：Robert J. Goldston（英语：Robert J. Goldston）[12]
- 2008年–2016年：Stewart C. Prager[13]
- 2016年至今：Dr. Terrence K. Brog（过渡时期暂任）[14]

## 当前主要研究课题和实验
- 国家球形环面实验（NSTX-U）
- 国际热核聚变实验反应堆（ITER）
- 托卡马克聚变测试反应堆（英语：Tokamak Fusion Test Reactor）（TFTR）

### 等离子体科学与技术
- 霍尔推进器实验（Hall Thruster Experiment，HTX）[15]
- 锂托卡马克实验（英语：Lithium Tokamak Experiment）（LTX）
- 磁重联实验（Magnetic Reconnection Experiment，MRX）
- 波束动力学和非中性等离子体（Beam Dynamics and Nonneutral Plasma）
- 普林斯顿磁场反转位形实验（英语：Princeton field-reversed configuration experiment）（PFRC）

### 理论等离子体物理学
- 能源部科学仿真模拟倡议（DOE Scientific Simulation Initiative）
- 美国 MHD 工作组（U.S. MHD Working Group）
- 磁场反转位形理论协作（Field Reversed Configuration Theory Consortium）
- 托卡马克物理学设计与分析代码（Tokamak Physics Design and Analysis Codes）
- TRANSP代码（TRANSP code）
- 国家输运代码汇集模块库（National Transport Code Collaboration Modules Library）